# 荒木又右衛門
荒木 又右衛門（あらき またえもん、慶長4年（1599年） - 寛永15年8月28日（1638年10月5日））は、江戸時代初期の武士、剣客。名は保知（やすとも）、保和とも。鍵屋の辻の決闘での活躍で名高い。新陰流の剣豪。大和郡山藩の剣術師範を務める。

## 生涯

### 仇討ち事件までの経歴
慶長4年（3年説もある）、服部平左衛門の次男として伊賀服部郷荒木村で誕生。幼名を丑之助、あるいは巳之助ともいうが、これらは俗伝であり、正しい幼名は不明。
父・平左衛門は、藤堂高虎に仕えたが、淡路で浪人した後、備前岡山藩の池田忠雄に召し抱えられた。平左衛門には渡辺数馬（内蔵助）という同僚がいた。この内蔵助の子に、みの（女）、数馬（二代目）、源太夫があり、のちに又右衛門はみのを嫁に迎え、二代目数馬らとは義兄弟の縁となる。
又右衛門は、兄・弥五助が池田家に仕えたこともあり、12歳のときに本多政朝の家臣・服部平兵衛の養子となった。しかし、元和8年（1622年）、本多家が姫路城主となったあと、28歳ごろに養家を離れて浪人し、生まれ故郷の伊賀に帰っている。故郷でははじめ菊山姓、のちに荒木姓を名乗った。また、剣術を学び、父からは中条流、叔父の山田幸兵衛から神道流を学んだといわれている。一方、15歳のころ柳生宗矩や柳生三厳の門人となり柳生新陰流を学んだとする説が『柳荒美談』などにあるが『日本十大仇討録』の考察などにも見られる様に、既に何か一流を極めた後に柳生の門に入り新陰流を学んだとする説もある。その後、大和郡山藩松平忠明に召し抱えられ、剣術指南役（剣術師範）250石に取り立てられた。

### 鍵屋の辻の決闘

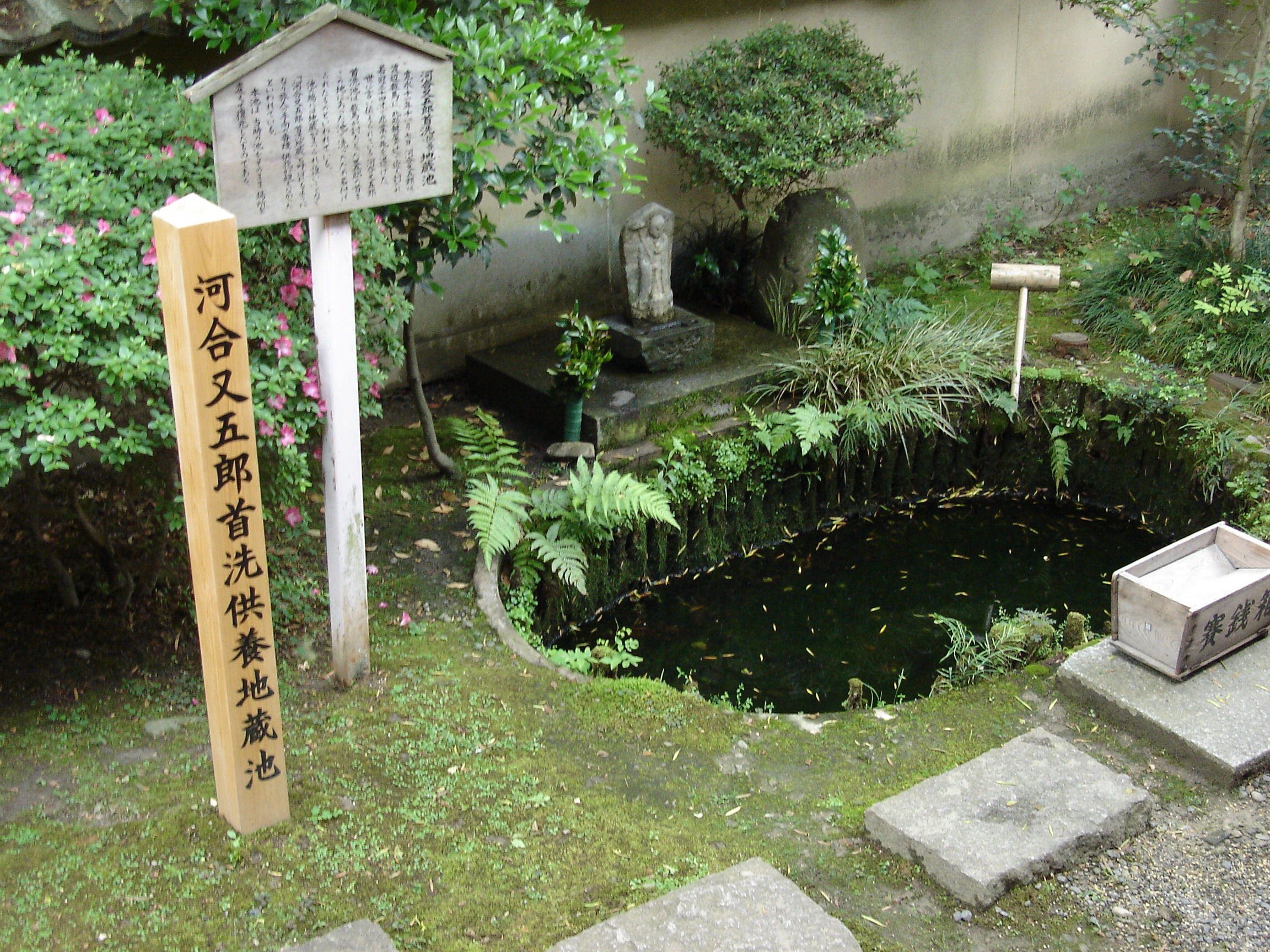
河合又五郎首洗池

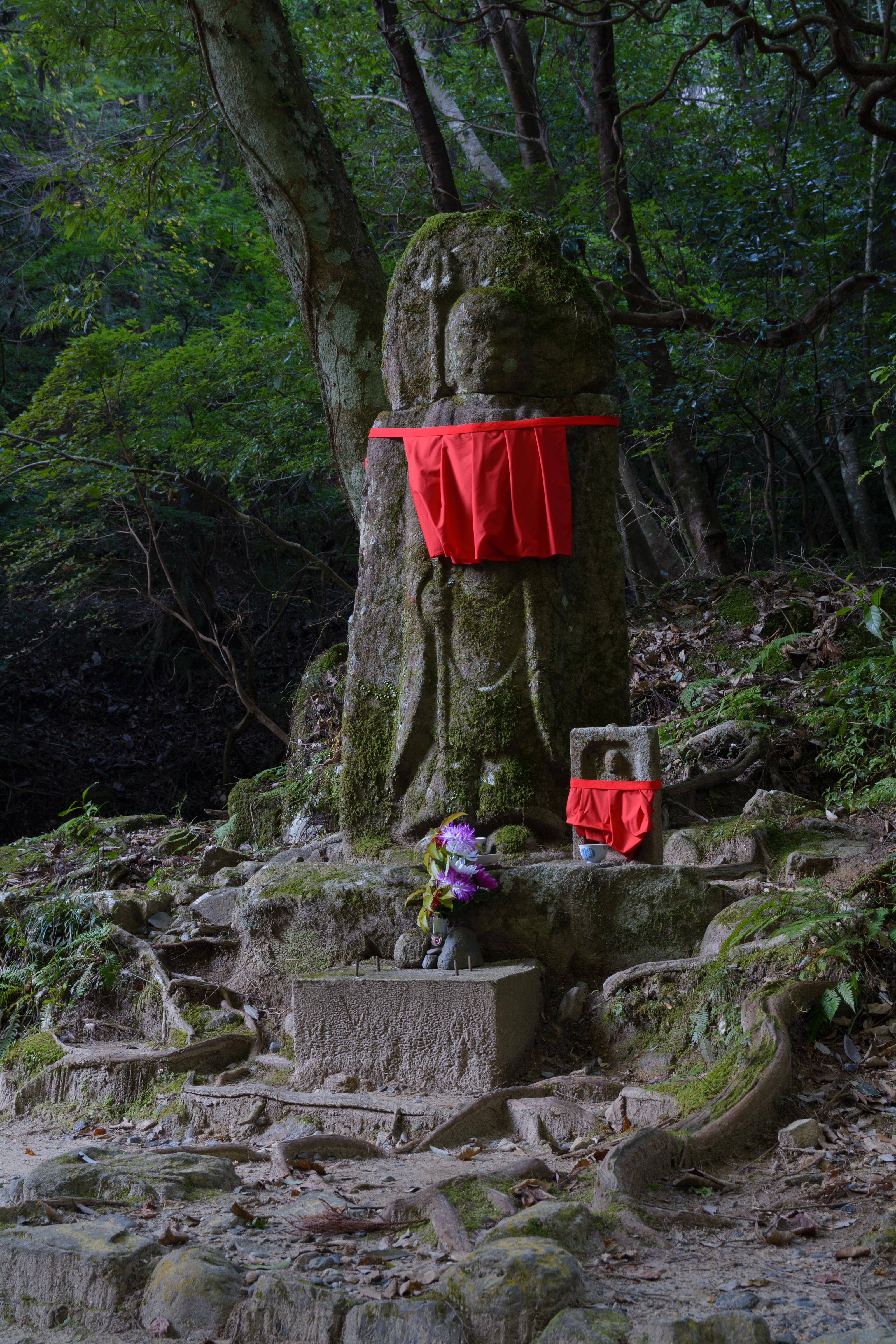
又右衛門が試し斬りをしたとの伝説がある柳生街道の首切地蔵

寛永7年（1630年）、岡山藩主・池田忠雄の寵臣で美男子として知られた渡辺内蔵助の息子・源太夫が、同僚の河合又五郎から懸想されてこれを拒んだために殺された。又五郎は江戸に逃げて旗本安藤家にかくまわれ、藩主・忠雄は又五郎の身柄引き渡しを求めたが拒まれたため、両者の間で緊張状態となった。江戸幕府は、喧嘩両成敗として事件の幕引きをねらい、旗本たちの謹慎と又五郎の江戸追放を決定する。
その間に忠雄が急死し、跡を継いだ池田光仲は鳥取藩へ移封されたが、忠雄は又五郎を討つよう遺言していた。当時の慣習として兄が弟の（尊属が卑属の）仇を討つことは異例であったが、源太夫の兄・数馬は上意討ちの内意を含み、鳥取への国替えには加わらず脱藩し仇討ちの旅に出たという。剣術が未熟であった数馬は、寛永10年（1633年）ごろに義兄の又右衛門に助太刀を要請し、又右衛門は快諾して郡山藩を退身した。
寛永11年（1634年）11月7日、数馬と又右衛門は伊賀上野鍵屋の辻で河合又五郎を討ち、仇討ちの本懐を遂げた。数馬側は4人のうち1人死亡、3人負傷、河合又五郎側は11人のうち4人死亡、2人負傷、5人無傷（逃亡）だった。このときの又右衛門は「36人斬り」などともいわれるが、これは講談などによる誇張で、実際に斬ったのは同じ大和郡山藩の上席剣術師範・河合甚左衛門（又五郎の叔父）と尼崎藩槍術師範・桜井半兵衛の2人である。
又右衛門はまず、馬上の河合甚左衛門の足を薙ぎ、返す刀で斬って即死させた。桜井半兵衛には小者2人をかからせて得意の槍を渡さないようにさせ、刀の勝負で半兵衛に深手を負わせた（半兵衛は2日後に死亡）。渡辺数馬は河合又五郎一人に専心し、数時間に及ぶ死闘の末、ついに又五郎を討ち果たした。この斬り合いの最中、城下から駆けつけた伊賀藤堂家の竹本六太夫が「何事だっ」と声をかけると、半兵衛と対峙していた又右衛門は余裕綽々「おう、仇敵でござる」などと返事したという。その際に六太夫自身が動転していて、又右衛門の言葉を正確に把握していなかったそうだが、その度胸を激賞したという。
しかし、又右衛門が半兵衛を倒したとき、逆上した又五郎側の小者が又右衛門の背後から木刀で打ちかかってきた。又右衛門は腰に一撃を受けたともいわれ、さらに撃ちかかるところを振り向いて刀で受けたが、刀身が折れてしまった（この刀は伊賀守金道とも和泉守金道ともいわれる。どちらも慶長以降の作刀である新刀である）。このことに対し藤堂家の家臣で、新陰流を修めた後、戸波流を興した戸波親清は「大切な場合に折れやすい新刀を用いるとは、不心得である」と批評したという。これを聞いた又右衛門は不覚を悟り、寛永12年（1635年）10月24日、数馬を伴って戸波親清に入門した。なお、この時に書いた起請文が現存し、三重県伊賀市の伊賀越資料館に展示されている。

### 急死

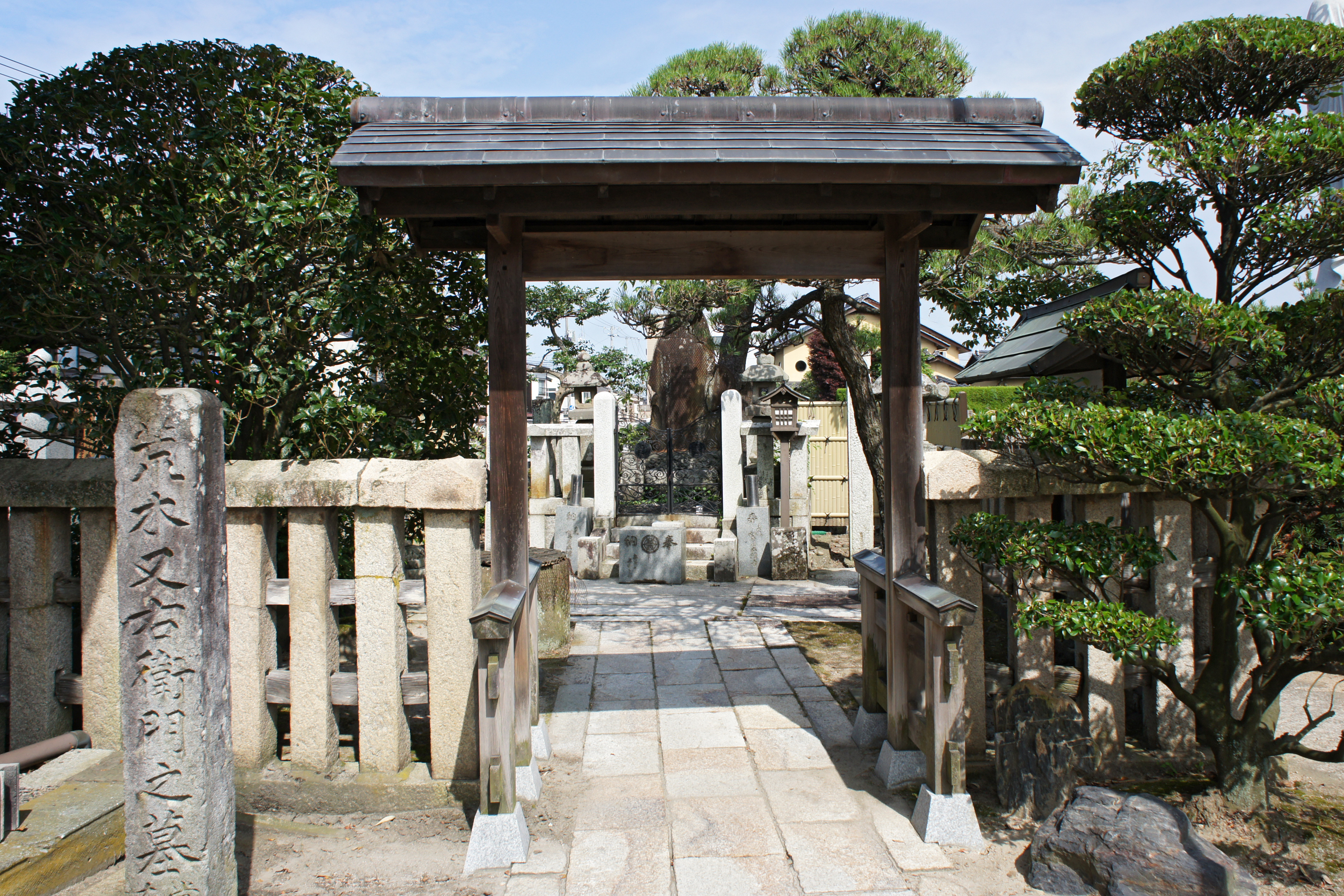
玄忠寺にある墓

数馬と又右衛門は藤堂家に客分として保護されたが、鳥取藩主・池田光仲の請いにより、寛永15年（1638年）8月12日に鳥取に移った。2人はそれぞれ妻子を呼び寄せたが、又右衛門の妻子が9月に鳥取に到着したころには、又右衛門は8月28日に頓死したということになっていた。死因については毒殺など諸説ある。墓は鳥取市内の玄忠寺にある。

一方で、寛永20年（1643年）9月24日に又右衛門は死去し、この間に数馬とともに鳥取城内にかくまわれていたとする説がある。これによれば、急死と発表された理由は、河合党による暗殺を恐れて病死をよそおった、あるいは、鳥取藩への移籍話がまとまらないため死んだということにして交渉を打ち切ったものと考えられている。

## 荒木又右衛門を題材にした作品
関連作品
- 徳川三国志 第6話（1975年、NET・東映制作） - 演：山崎努
- 柳生一族の陰謀 第25話（1979年、関西テレビ・東映制作） - 演：大木実
- 柳生あばれ旅（1980 - 1981、テレビ朝日・東映制作） - 演：中康次
- 天下御免の頑固おやじ 大久保彦左衛門（1982年、TBS・東映制作） - 演：三浦浩一
- 長七郎江戸日記SP 血闘　荒木又右衛門（1986年、日本テレビ） - 演：夏八木勲
- 荒木又右衛門 決戦・鍵屋の辻（1990年、NHK） - 演：仲代達矢
- 遊の人‐天下の御意見番 大久保彦左衛門‐（1991年、TBS） - 演：伊吹吾朗
- 徳川武芸帳 柳生三代の剣（1993年、テレビ東京） - 演：田村亮
- 柳生十兵衛七番勝負 島原の乱（2006年、NHK） - 演：髙嶋政宏
- 天下騒乱〜徳川三代の陰謀（2006年、TX）  - 演： 村上弘明

## 参考書籍
- 『日本剣豪100選』、綿谷雪、秋田書店
- 『日本十大仇討録』、泉光哉 著、誠文堂書店